# Workin' the Gold Mine
Workin' the Gold Mine è un album di David LaFlamme e Linda LaFlamme, pubblicato dalla Davlin Records nel 2000.

## Tracce
1. Hot Summer Day – 7:58
2. Pick up Sticks – 6:07
3. Grand Camel Suite – 3:45
4. Creed of Love – 4:12
5. Don and Dewey – 6:08
6. Don't Do Me – 4:31
7. Soapstone Mountain – 5:34
8. White Bird – 8:11

## Musicisti
- David LaFlamme - voce, violino
- Linda Baker LaFlamme - voce
- Rob Espinosa - chitarra
- Gary Thomas - tastiere
- Toby Gray - basso
- Val Fuentes - batteria